# 浜松エフエム放送
浜松エフエム放送株式会社（はままつエフエムほうそう）は、静岡県浜松市中央区およびその周辺を放送対象地域としてコミュニティ放送を行っている特定地上基幹放送事業者である。東海地方では2番目の開局である。
ステーションネームは『FM Haro!』（エフエム・ハロー）。これはHamamatsu active real operationの略である。

## 沿革
- 1994年
  - 3月1日 - 浜松シティエフエム放送株式会社を設立。出資者は浜松市、静岡新聞社、中日新聞社、ヤマハなどの地元自治体及び企業で、第三セクターによる運営形態を採用。
  - 3月15日 - 周波数76.1MHz、出力1Wで本社スタジオより放送を開始。愛称は「FM Haro!」。
- 1995年 -社名を浜松エフエム放送株式会社に変更。阪神・淡路大震災に伴う規制緩和を受け、出力を10wへ増強。
- 1999年
  - 出力を20wへ増強。可聴エリアを拡大。
  - 「FM Haro! with J-WAVE」を開始。J-WAVEとミュージックバードを再送信する。
- 2000年8月5日 - エフエム豊橋との合同公開生放送「ハロー!やしの実!!レイクサイドウェーブinパルパル」を放送。
- 2001年 -「EVENING PASSAGE」を「Sunset Web」に改編。
- 2002年
  - 「Sunset Web」が「Evening Web」に改編。
  - 7月24日 - 三遠南信のコミュニティ放送局との三局合同公開生放送「もっと!三遠南信情報局スペシャル」を放送。
- 2003年
  - 3月21日 -「もっと!三遠南信情報局スペシャル ～春の浜松満喫ガイド～」を浜松駅構内の浜松観光インフォメーションセンターから放送。
  - 「MORNING GROW」が「Morning Splash」、「My Pure Life」が「Boogie Woogie Master」に、新たに「すずきしずかの金曜ラジオ」が登場。
  - 10月26日 -「もっと!三遠南信情報局スペシャル in 三遠南信フラワーフェスタ」を豊橋総合動植物公園から放送。
- 2004年 -「Precious Moments」など自社製作枠が拡大。送信所をビオラ田町からアクトタワーに移転。「UP-ONスタジオ」を開設。
- 2005年
  - 7月 -「艶州歌謡城下町」が登場。インターネットショッピングサイト「FM Haro!どっとコム」が開設。
  - 10月 -「疾れ!クルマ小僧」と「わくわくドキドキ!磐田ドリームラジオ」が登場。
  - 10月28日 -「もっと!三遠南信情報局」内にて「夢つながる、三遠南信自動車道」を放送。
  - 11月4日 -「もっと!三遠南信情報局スペシャル in 浜松」を遠州鉄道新浜松駅の「UP-ONスタジオ」から公開生放送。
- 2006年
  - 4月1日 - 番組大幅改編。「Evening Web」「Boogie Woogie Master」「ラジオ・フォーラム浜松」が終了。「Radio vi-e-da」「POCA BOCA VILLAGE」「FRIDAY BOW WOW」「ハママツ・トーキング・ラジオ」「反畑誠一の音楽ミュージアム」が登場。
  - 4月1日 - 公式サイトがリニューアルされる。
  - 8月1日 - ミュージックバード番組移動に伴う一部改編。J-WAVEのSmooth AirとWEEKEND MAGICの配信が終了、代わりにミュージックバードの「Lynxのちょこっとクラシック」と「おはようサタデー」「リンボウ先生の歌の翼に」が初登場。
  - 12月 - 前年比で増収・増益達成。
- 2007年1月1日 - 番組大幅改編。
  - 月・火・水・木曜は自社制作番組全てを4人の同じパーソナリティのみが務める。
  - 「POCA BOCA VILLAGE」が「Heart of Life」、「Precious Moments」が終了しJ-WAVE「RENDEZ-VOUS」、「Radio vi-e-da」が「Evening Line」、「SOUND EVOLUTION」が「FMHaro! MUSIC COUNTDOWN」に移行・放送時間変更。

- 2012年8月1日 - JCBAインターネットサイマルラジオに参加。インターネットでの聴取が可能となる。
- 2013年4月 - 本社・演奏所がザザシティに移転。
- 2020年4月 - PCM再送信をJ-WAVEからミュージックバードへ一本化。
- 2023年4月 - J-WAVE再送信を再開。

## 特色

### 主な特徴
- 地域の快適な生活のナビゲイトをコンセプトとする。
- 地元のスポーツクラブ[注釈 1]・三遠ネオフェニックスのバスケットボール（Bリーグホームゲーム）、ジュビロ磐田のサッカー（Jリーグリーグ戦 全試合）、ヤマハ発動機ジュビロのラグビー（トップリーグホームゲーム）の試合放送も行う。
  - Jリーグ・ジュビロ磐田の試合がある日は特別番組として「ジュビロ・ライブスペシャル」があるため、番組が変更となる。
    - 実況：栗田直樹、伊藤圭介、萩野滋夫、石川智徳、須藤悟
    - 解説：大石恭正、望月文夫、長澤和明、吉田光範
- ナビゲーションマガジン「ハロ・ナビ」の発行。
- 毎年、自主企画によるコンサートを実施。（鮫島有美子、錦織 健、米良美一等）

### 編成など
- 自社制作生放送は平日の11:30 - 14:00、16:30 - 20:00。2020年3月まで、その他の時間の多くはJ-WAVE配給の番組が放送されるが、一部ミュージックバードの番組も放送。なお、JCBAインターネットサイマルラジオの利用の場合、地上波でJ-WAVEの番組を放送している時間帯は、ミュージックバード「109ch J-POP REFRAIN」に差し替えている[注釈 2]。2020年4月よりMUSIC BIRD for COMMUNITYに一本化された。なお、2023年4月からはJ-WAVE配給の番組の放送が再開され、サイマルラジオ向けにも同一の内容で放送されている。
- 原則24時間放送となるが、日曜日はメンテナンスのため25:00をもって地上波での放送を終了する。なお、JCBAサイマルのほうは24時間放送である[注釈 2]。
- コマーシャルは1時間番組あたり約5、6分で、コーナー間に挿入されることが多い。J-WAVEやミュージックバードなどの配給番組の放送時間帯にも1時間あたり約1、2分挿入される。
- 交通情報は静岡県警提供のものが流される。
- 土曜日の15:00 - 16:00は県域放送局である静岡放送とのコラボレーションで『FM Haro! & SBS tea time speakers』を放送しており、スタジオ提供を始めとする番組送出を担った。ただし、「ジュビロ・ライブスペシャル」を中継する場合は返上する。

### 近隣局との協力関係
- 豊橋市のエフエム豊橋や飯田市の飯田エフエム放送との交流も盛んで、3局のパーソナリティやスタッフが共同で公開生放送を実施することもある。
- 金曜の午後に放送される「もっと!三遠南信情報局」は三局共同制作による番組である。
- 2019年3月まで、御殿場市のエフエム御殿場との2局ネットで『美味しい情報まるかじり! THEフルーツサンデー』を制作していた。過去にはエフエムみしま・かんなみでもネットされていたことがあった。

## パーソナリティ
2023年3月現在
- 石川智徳（スポーツ実況者）
- 伊藤圭介（スポーツ実況者）
- 伊藤菜々子
- 浦田あけ美
- 大庭奈々
- 岡本麻里
- 小川綾乃
- 栗田直樹（スポーツ実況者）
- 萩野滋夫（スポーツ実況者）
- 須藤悟
- 亀井和美
- 北島直子
- 近藤未波
- 谷本尚穂
- 蔦山愛美
- 鶴田俊美（としみん）
- 野相悠
- 原田靖子
- 二村美里
- やらまいかカンパニー
- イシノユウキ（Jam9）
- Giz’Mo（Jam9）
- CLEEM MIKU

かつて番組を担当したパーソナリティ
- 小楠浩丈
- 赤堀えみ子
- 大野由美子
- 浦田あけ美
- 中村浩美
- 花蔵菜穂子
- 竹内恵子
- 飯田美乃利
- 内藤陽子
- 村松由美
- MOMO
- 高橋あや
- 吉野真弥
- 星野一義
- 高田しょう子
- 長谷川玲子
- 寺田繭子
- 中野泉
- 鈴木静華
- 上嶋潤
- いとうたかお
- 宮本リカルド
- 儘下絵美
- 前田梨紗
- 鈴木裕子
- 木内琴子（元静岡エフエム放送アナウンサー）

## 主要株主
- 浜松市
- 浜松商工会議所
- 庄田鉄工
- 静岡新聞
- 中日新聞
- 中部ガス
- ヤマハ
- ヤマハ発動機
- 三立製菓
- 浜松ホトニクス
- スクロール
- 浜松磐田信用金庫
- 遠州信用金庫

他（順不同）全62社